# Чоллыг-Джагбу-Бага хан
Чоллыг-Джабгу-Бага хан (кит. упр. 莫何可汗, пиньинь mohekehan, Шэху-хан Чулохоу; личное имя кит. упр. 阿史那处罗侯, пиньинь ashina chuluohou — Ашина Чулохоу) — Сын Кара Иссык Хана, 7-й каган Гёктюрк (Небесных Тюрок) с 587 по 588 год.

## Правление
После смерти Бага-Ышбара хана должен был быть решён вопрос о престолонаследии. Юн-Улуг, сын Бага-Ышбара под давлением знати и воинов согласился уступить престол Чулохоу, который враждовал с покойным каганом. Китай также поддержал избрание Чоллыга и отправил ему подарки. Китайцы описывали его, как человека с длинным подбородком, сутулого, с редкими бровями, светлыми глазами, храброго и смелого на войне.
Новый каган начал войну с Апа-ханом (Торэменом). При поддержке западного хана Кара-Чурин-Тюрка, войска кагана отправились в поход, выставив знамёна суйской армии (подарок императора). Апа-хан отступал до Бухары, но его воины, решив, что их преследует не только каганская армия, но и армия Суй, пали духом. Приближённые схватили и выдали Апа-хана. По персидской и греческой версии истории, Апа-хан был разбит Кара-Чурином или его сыном, а про кагана не упомянуто.
Уничтожив Апа-хана, каган решил привести к покорности западную часть каганата, но был разбит и погиб от стрелы. По персидским сведениям в 588/589 году в битве при Герате Бахрам Чубин разбил тюркского Савэ-шаха (Шаба у ат-Табари) под которым историки понимают кагана Чоллыг-Джагбу-Бага хана. Хотя Л. Н. Гумилёв высказывался в пользу отождествления Савэ-хана с Янг-Соух-тегином, сыном Кара-Чурин-Тюрка, который почти самовластно правил западной частью каганата и отдал Бухару одному из своих сыновей.